# وين هيدلي
وين هيدلي (بالإنجليزية: Win Headley)‏ هو لاعب كرة قدم أمريكية ولاعب كرة قدم كندية أمريكي، ولد في 4 يوليو 1949 في كولفر سيتي في الولايات المتحدة.

## وصلات خارجية
- وين هيدلي على موقع JustSportsStats.com (الإنجليزية)